# Tayabas City
Tayabas City ist eine philippinische Stadt in der Provinz Quezon, in der Verwaltungsregion IV, Calabarzon. Sie hat 99.779 Einwohner (Zensus 1. August 2015), die in 66 Barangays leben. Sie wird als Großstadt der sechsten Einkommensklasse auf den Philippinen eingestuft.

## Geographie
Das Stadtzentrum liegt ca. 89 km südöstlich der Hauptstadt der Philippinen, Manila, am Fuß des Mount Banahaw. Ihre Nachbargemeinden sind Lucban im Norden, Pagbilao im Südosten, Sariaya im Westen und Lucena City im Süden. Die Topographie der Stadt wird gekennzeichnet durch Flachländer, safthügelige und gebirgige Landschaften. Teile des Mounts-Banahaw-San-Cristobal-Nationalparks und des Quezon-Nationalparks liegen auf dem Gebiet der Großstadt.
Tayabas City wird über den Maharlika Highway mit der Bicol-Region und der Hauptstadtregion Metro Manila verbunden.

## Geschichte
Die Geschichte der Stadt begann 1571/72, als der Konquistador Juan de Salcedo die heutige Quezon-Provinz erforschte und unterwarf. Im Jahre 1578 gründeten die Franziskaner Juan de Plasencia und Diego de Oropesa die Stadt Tabayas und erbauten die erste Kirche der Stadt, an deren Ort sich heute die Basilika des St. Michael Erzengel befindet. Bis zum 12. März 1901 war Tayabas der Sitz der Provinzregierung, dann wurde dieser nach Lucena verlegt. Der Titel einer Großstadt wurde Tayabas am 14. Juli 2007 verliehen.

## Baranggays
| - Alitao - Alsam Ibaba - Alsam Ilaya - Alupay - Angeles Zone I (Pob.) - Angeles Zone II - Angeles Zone III - Angeles Zone IV - Angustias Zone I (Pob.) - Angustias Zone II - Angustias Zone III - Angustias Zone IV - Anos - Ayaas - Baguio - Banilad - Bukal Ibaba - Bukal Ilaya - Calantas - Calumpang - Camaysa - Dapdap | - Domoit Kanluran - Domoit Silangan - Gibanga - Ibas - Ilasan Ibaba - Ilasan Ilaya - Ipilan - Isabang - Katigan Kanluran - Katigan Silangan - Lakawan - Lalo - Lawigue - Lita (Pob.) - Malaoa - Masin - Mate - Mateuna - Mayowe - Nangka Ibaba - Nangka Ilaya - Opias | - Palale Ibaba - Palale Ilaya - Palale Kanluran - Palale Silangan - Pandakaki - Pook - Potol - San Diego Zone I (Pob.) - San Diego Zone II - San Diego Zone III - San Diego Zone IV - San Isidro Zone I (Pob.) - San Isidro Zone II - San Isidro Zone III - San Isidro Zone IV - San Roque Zone I (Pob.) - San Roque Zone II - Talolong - Tamlong - Tongko (AETA Community) - Valencia - Wakas |